# Bologna Sezione Calcio 1930-1931
Questa voce raccoglie le informazioni riguardanti il Bologna Sezione Calcio nelle competizioni ufficiali della stagione 1930-1931.

## Stagione
Nel 1930-1931 il Bologna prese parte al campionato di Serie A che concluse al terzo posto alle spalle della Juventus che vince lo scudetto e della Roma. Livorno e Legnano retrocedono in Serie B.

## Divise
| Casa | Trasferta |

## Rosa
| N. |                    | Ruolo | Calciatore          |
| -- | ------------------ | ----- | ------------------- |
|    | Italia (bandiera)  | P     | Bruno Cassetti      |
|    | Italia (bandiera)  | P     | Mario Gianni        |
|    | Uruguay (bandiera) | D     | Francisco Fedullo   |
|    | Italia (bandiera)  | D     | Felice Gasperi      |
|    | Italia (bandiera)  | D     | Ercole Minelli      |
|    | Italia (bandiera)  | D     | Eraldo Monzeglio    |
|    | Italia (bandiera)  | C     | Gastone Baldi       |
|    | Italia (bandiera)  | C     | Antonio Busini      |
|    | Italia (bandiera)  | C     | Alessandro Calanchi |
|    | Italia (bandiera)  | C     | Aldo Donati         |
|    | Italia (bandiera)  | C     | Pietro Genovesi     |

| N. |                   | Ruolo | Calciatore           |
| -- | ----------------- | ----- | -------------------- |
|    | Italia (bandiera) | C     | Gastone Martelli     |
|    | Italia (bandiera) | C     | Mario Montesanto     |
|    | Italia (bandiera) | C     | Alfredo Pitto        |
|    | Italia (bandiera) | A     | Giuseppe Della Valle |
|    | Italia (bandiera) | A     | Allegro Facchini     |
|    | Italia (bandiera) | A     | Manfredo Grandi      |
|    | Italia (bandiera) | A     | Bruno Maini          |
|    | Italia (bandiera) | A     | Giuseppe Muzzioli    |
|    | Italia (bandiera) | A     | Gerardo Ottani       |
|    | Italia (bandiera) | A     | Carlo Reguzzoni      |
|    | Italia (bandiera) | A     | Angelo Schiavio      |

## Risultati

### Girone di andata
| Arbitro: | Bertoli (Vicenza) |

|                                                           |           |                     |
| Busini 1’, 75’ Reguzzoni 20’, 62’ Grandi 30’ Facchini 40’ | Marcatori | 7’ (aut.) Monzeglio |

| Arbitro: | Lupini (Bergamo) |

|                                                  |           |  |
| Busini III 9’ Grandi 41’ Reguzzoni 60’, 69’, 86’ | Marcatori |  |

| Arbitro: | Rovida (Milano) |

|                           |           |  |
| Spivah 43’ Cevenini V 44’ | Marcatori |  |

| Arbitro: | Lenti (Genova) |

|  |           |                            |
|  | Marcatori | 59’ Muzzioli 90’ Reguzzoni |

| Arbitro: | Caironi (Milano) |

|                             |           |  |
| Maini 4’, 32’ Reguzzoni 70’ | Marcatori |  |

| Arbitro: | Scarpi (Dolo) |

|              |           |                          |
| Sternisa 89’ | Marcatori | 74’ Muzzioli 77’ Fedullo |

| Arbitro: | Caironi (Milano) |

|                             |           |                                         |
| Reguzzoni 8’ Maini 20’, 28’ | Marcatori | 22’ Chini Ludueña 66’ Lombardo 86’ Volk |

| Arbitro: | Mattea (Torino) |

|                       |           |           |
| Stabile 30’, 46’, 71’ | Marcatori | 75’ Pitto |

| Arbitro: | Lenti (Genova) |

|  |           |            |
|  | Marcatori | 32’ Ottani |

| Arbitro: | Rovida (Milano) |

|                           |           |  |
| Maini 30’ Della Valle 63’ | Marcatori |  |

| Arbitro: | Zorzi (Belluno) |

|                             |           |  |
| Ferrari 19’ Orsi 73’ (rig.) | Marcatori |  |

| Arbitro: | Pagnin (Treviso) |

|                                                |           |            |
| Schiavio 40’, 46’ Della Valle 53’ Schiavio 79’ | Marcatori | 17’ Crosta |

| Arbitro: | Malagodi (Ferrara) |

|                                                                                       |           |             |
| Schiavio 3’ Reguzzoni 33’ (rig.) Schiavio 40’ Fedullo 64’, 70’ Maini 87’ Schiavio 89’ | Marcatori | 10’ Ranelli |

| Arbitro: | Guarnieri (Milano) |

|                              |           |  |
| Buscaglia 5’ Sallustro I 15’ | Marcatori |  |

| Bologna 11 gennaio 1931 15ª giornata | Bologna              | 0 – 0 referto | Alessandria | Stadio del Littoriale\| Arbitro: \| Pessato (Monfalcone) \| |
| Arbitro:                             | Pessato (Monfalcone) |               |             |                                                             |

| Arbitro: | Biancone (Roma) |

|              |           |                                   |
| Demarchi 61’ | Marcatori | 30’ Reguzzoni 67’ (aut.) Castello |

| Arbitro: | Lenti (Genova) |

|                                      |           |  |
| Fedullo 6’ Maini 73’ Della Valle 88’ | Marcatori |  |

### Girone di ritorno
| Arbitro: | A. Gama (Milano) |

|              |           |                 |
| Pasinati 15’ | Marcatori | 20’ Della Valle |

| Arbitro: | Mattea (Torino) |

|  |           |                           |
|  | Marcatori | 44’ Schiavio 56’ Muzzioli |

| Arbitro: | Beretta (Novi Ligure) |

|                                                               |           |  |
| Schiavio 3’ Reguzzoni 26’ (rig.) Schiavio 37’ Della Valle 86’ | Marcatori |  |

| Arbitro: | Sassi (Roma) |

|                |           |               |
| Maini 14’, 18’ | Marcatori | 83’ Ostromann |

| Arbitro: | Lenti (Genova) |

|              |           |           |
| Rossetti 85’ | Marcatori | 20’ Maini |

| Arbitro: | Scarpi (Dolo) |

|                       |           |                              |
| Maini 6’ Schiavio 44’ | Marcatori | 5’ Santagostino 36’ Magnozzi |

| Arbitro: | Rovida (Milano) |

|                     |           |              |
| Ludueña 7’ Volk 24’ | Marcatori | 77’ Muzzioli |

| Arbitro: | Mazzarini (Roma) |

|                 |           |                    |
| Della Valle 16’ | Marcatori | 32’ (aut.) Gasperi |

| Arbitro: | Scarpi (Dolo) |

|                                               |           |            |
| Schiavio 6’ Ottani 12’ Schiavio 32’ Maini 49’ | Marcatori | 65’ Meazza |

| Arbitro: | Rovida (Milano) |

|  |           |                         |
|  | Marcatori | 17’ Reguzzoni 42’ Maini |

| Arbitro: | Guarnieri (Milano) |

|                                    |           |  |
| Reguzzoni 21’, 62’, 67’ Ottani 89’ | Marcatori |  |

| Arbitro: | Mattea (Torino) |

|             |           |                 |
| Rossi I 89’ | Marcatori | 18’, 27’ Ottani |

| Arbitro: | Rovida (Milano) |

|                          |           |  |
| Reggiani 73’ Ranelli 82’ | Marcatori |  |

| Arbitro: | Lenti (Genova) |

|                      |           |  |
| Maini 73’ Ottani 75’ | Marcatori |  |

| Arbitro: | Guarnieri (Milano) |

|                |           |                                                                      |
| Banchero II 3’ | Marcatori | 5’ Reguzzoni 25’ Schiavio 28’ Ottani 35’ Schiavio 44’, 50’ Reguzzoni |

| Arbitro: | Melandri (Genova) |

|                                                       |           |            |
| Busini III 4’, 46’, 62’ Schiavio 69’, 76’ Fedullo 87’ | Marcatori | 2’ Gandini |

| Arbitro: | A. Gama (Milano) |

|                              |           |  |
| Piola 16’ Zanello 43’ (rig.) | Marcatori |  |

## Statistiche

### Statistiche di squadra
| Competizione | Punti | In casa | In casa | In casa | In casa | In casa | In casa | In trasferta | In trasferta | In trasferta | In trasferta | In trasferta | In trasferta | Totale | Totale | Totale | Totale | Totale | Totale | DR  |
| Competizione | Punti | G       | V       | N       | P       | Gf      | Gs      | G            | V            | N            | P            | Gf           | Gs           | G      | V      | N      | P      | Gf     | Gs     | DR  |
| ------------ | ----- | ------- | ------- | ------- | ------- | ------- | ------- | ------------ | ------------ | ------------ | ------------ | ------------ | ------------ | ------ | ------ | ------ | ------ | ------ | ------ | --- |
| Serie A      | 48    | 17      | 13      | 4       | 0       | 58      | 12      | 17           | 8            | 2            | 7            | 23           | 21           | 34     | 21     | 6      | 7      | 81     | 33     | +48 |

### Statistiche dei giocatori
| Giocatore        | Serie A  | Serie A |
| Giocatore        | Presenze | Reti    |
| ---------------- | -------- | ------- |
| G. Baldi         | 27       | 0       |
| A. Busini (III)  | 12       | 6       |
| A. Calanchi      | 1        | 0       |
| B. Cassetti      | 24       | -24     |
| G. Della Valle   | 14       | 6       |
| A. Donati        | 6        | 0       |
| A. Facchini      | 7        | 1       |
| F. Fedullo       | 30       | 5       |
| F. Gasperi       | 31       | 0       |
| P. Genovesi      | 2        | 0       |
| M. Gianni        | 10       | -9      |
| M. Grandi        | 4        | 2       |
| B. Maini         | 29       | 14      |
| G. Martelli (II) | 9        | 0       |
| E. Minelli       | 6        | 0       |
| M. Montesanto    | 33       | 0       |
| E. Monzeglio     | 31       | 0       |
| G. Muzzioli      | 12       | 4       |
| G. Ottani        | 14       | 7       |
| A. Pitto         | 24       | 1       |
| C. Reguzzoni     | 27       | 18      |
| A. Schiavio      | 21       | 16      |